# 宮城県立名取支援学校
宮城県立名取支援学校（みやぎけんりつ なとりしえんがっこう）は、宮城県名取市にある公立特別支援学校。知的障害を主たる教育対象としている。

## 概要
通学区は、名取市に加え、岩沼市・柴田郡川崎町のほか、仙台市太白区全域（宮城県立秋保かがやき支援学校開校まで）や同市若林区の一部など広範囲にわたっている。
仙台市内には、県立の知的障害を教育領域とする特別支援学校が、宮城県立光明支援学校しかないこともあり、宮城県立利府支援学校とともに、仙台市の一部も学区に入っており、児童生徒数増に追い付かず、校地内にプレハブを建設してかろうじて対処している状況となっている。
名取市立第一中学校学区在住の小学部生は、名取が丘校への通学となる。

## 沿革
- 1978年（昭和53年） - 宮城県立光明養護学校名取分教室として高舘中学校跡地に建設。
- 1985年（昭和60年） - 宮城県立光明養護学校名取分校に昇格。
- 1987年（昭和62年） - 宮城県立名取養護学校として開校。
- 1992年（平成4年） - 高等部を設置する。
- 1994年（平成6年） - 学区変更を実施。
- 2009年（平成21年） - 宮城県立名取支援学校に改称。
- 2019年（平成31年） - 名取市立不二が丘小学校内に、宮城県立名取支援学校名取が丘校を設置（小学部のみ）。

## 学部
- 小学部
- 中学部
- 高等部

## 分校
- 宮城県立名取支援学校名取が丘校